# Castello di Blarney
Il castello di Blarney (irlandese: Caisleán na Blarnan; inglese: Blarney Castle) è un'imponente roccaforte medievale irlandese. Il castello è situato nell'omonimo centro abitato, nella contea di Cork, nell'Irlanda meridionale, a poca distanza dal fiume Martin.

## Storia
Un castello già sorgeva nell'area da prima del XIII secolo ma l'originaria costruzione in legno fu distrutta e rimpiazzata intorno al 1210 con una fortificazione in pietra.
Nel 1446 Cormac Láidir MacCarthy, signore di Muscry, fece abbattere il castello originale e sostituire con la struttura attualmente visibile, parte di una linea difensiva delle sue proprietà che comprendeva anche il castello di Kilcrea e Carrignamuck.
Nel XVII secolo il castello venne assediato durante le guerre confederate irlandesi e poi sequestrato durante la guerra civile inglese, infine, dopo la restaurazione, tornò alla famiglia MacCarthy.
Sul finire dello stesso secolo, durante la guerra guglielmita le terre e il castello vennero confiscati e rivenduti. La proprietà passò di mano varie volte, tra i nomi noti della sua storia sir Richard Pyne e Sir James St John Jefferyes, governatore della città di Cork.
Ai Jefferyes si deve la costruzione di una villa adibita ad abitazione poco distante dal castello, all'epoca già in rovina, in seguito la casa venne distrutta da un incendio e sostituita nel 1874 dall'attuale Blarney House, eretta in stile baronale scozzese ed oggi aperta al pubblico.
Verso la metà del XIX secolo la famiglia Jefferyes si unì con quella dei Colthurst e la proprietà passò a loro, ad oggi risulta ancora a loro attestata e l'ultimo discendente, Sir Charles St John Colthurst è citato in una causa civile contro un occupante della casa del custode della tenuta.
Oggi il castello è una rovina parzialmente abbandonata, anche se alcune stanze sono accessibili e aperte al pubblico così come le armerie.
Intorno ci sono vasti e numerosi giardini molto curati, attraversati da sentieri che conducono a varie attrazioni come particolari formazioni rocciose naturali con nomi bizzarri derivati dalla fantasia umana: il "circolo dei Druidi", la "caverna della Strega" e i "gradini dei Desideri".
L'edificio è uno dei punti più turistici della propria contea e tra i siti irlandesi per la sua bellezza imponente architettonica sia per il fascino delle torri in rovina, per i panorami suggestivi che offre dalla cima ma soprattutto per le leggende che vi gravitano attorno e circa la "pietra di Blarney".

## Pietra di Blarney
Nella parte superiore del castello, incastonata sul perimetro esterno della torre è fissata la Blarney Stone ("pietra di Blarney") o "Pietra dell'eloquenza", che secondo la leggenda, se baciata, concederebbe il dono dell'eloquenza. Trovandosi sull'esterno del muro, per riuscire nell'impresa occorre sporgersi oltre la merlatura, rimanendo sospesi e reggendosi per i piedi o grazie all'aiuto di amici e compagni (oggi ci sono dei corrimano di appiglio e persone assunte apposta per dare sostegno).
Esaminata dai geologi dell'Università di Glasgow, la pietra risulta essere una roccia calcarea tipica del sud dell'Irlanda.
Molte sono le speculazioni e leggende sulla provenienza della pietra, si dice che la pietra sia l'antica Lia Fail  o "pietra fatale" risalente addirittura ad un racconto della Genesi sulla quale si sarebbe seduto Giacobbe e poi giunta in Irlanda al seguito del profeta Geremia. Su di essa si sarebbero seduti i re supremi d'Irlanda al momento dell'incoronazione.
Un'altra leggenda vorrebbe che la pietra fosse stata donata a Cormac Teige McCarthy, il signore di Blarney, da una vecchia megera o da una strega salvata dall'annegamento e con l'aiuto dell'eloquenza ricevuta egli riuscì a persuadere la regina Elisabetta I a concedere ai capiclan irlandesi il diritto di governare le loro terre senza riconoscere alla sovrana i diritti di proprietà sulle stesse.
Altri invece la collocano natia della Scozia, invitata come dono di ringraziamento quando l'Irlanda inviò 5 000 uomini in Scozia per sostenere Roberto di Bruce nella battaglia di Bannockburn, ma quest'ultima leggenda è stata fatata dalla provenienza tipicamente irlandese.

## Galleria d'immagini

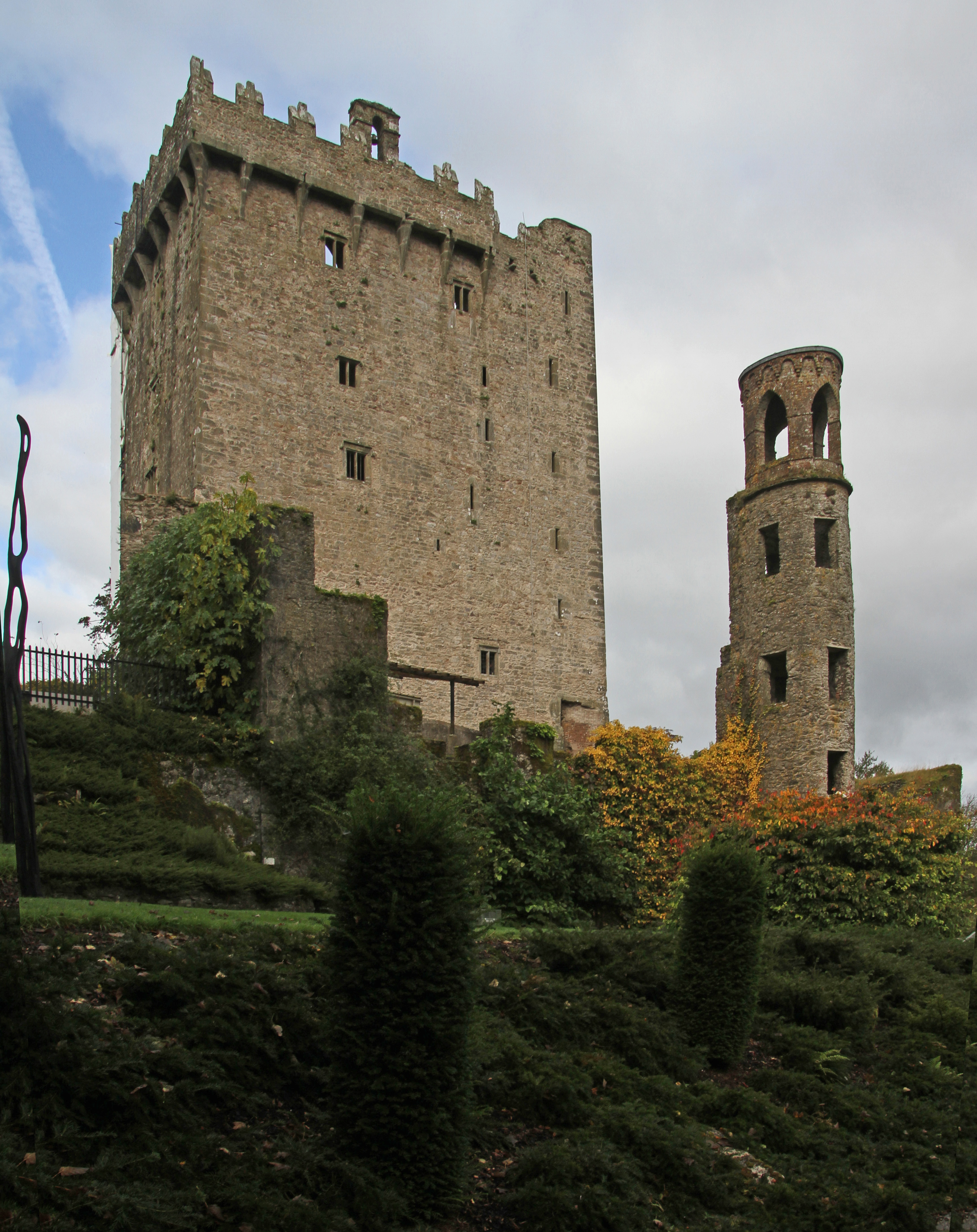
Il castello
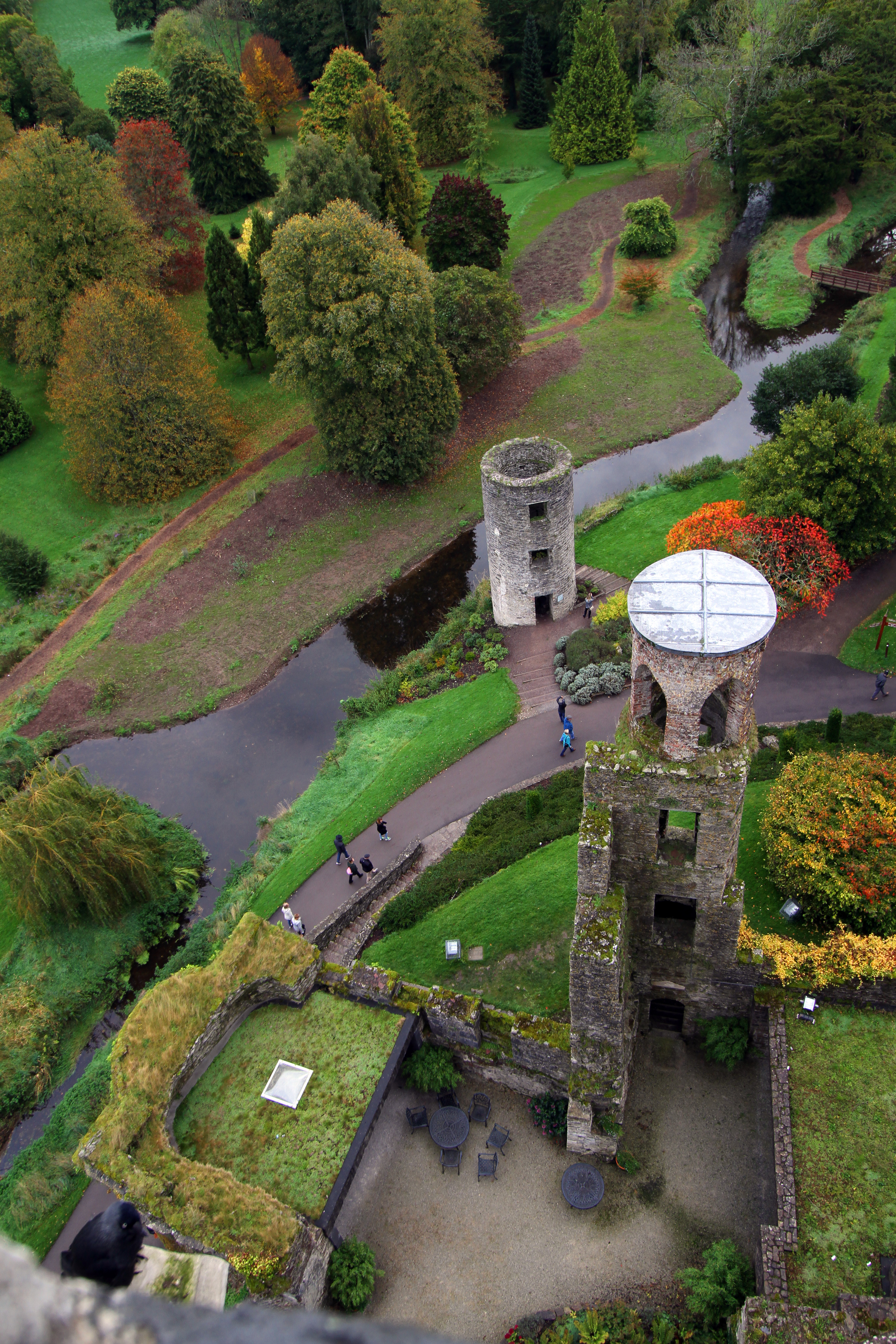
Vista dalla cima sui giardini adiacenti
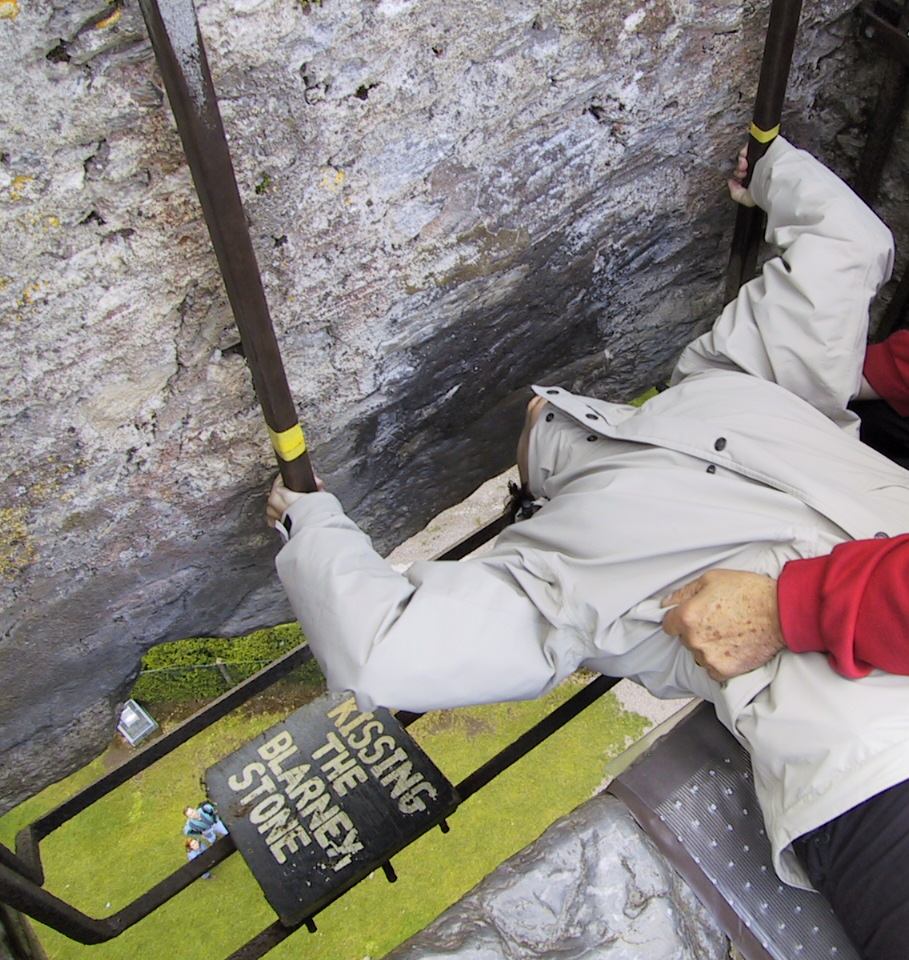
Il bacio alla pietra di Blarney
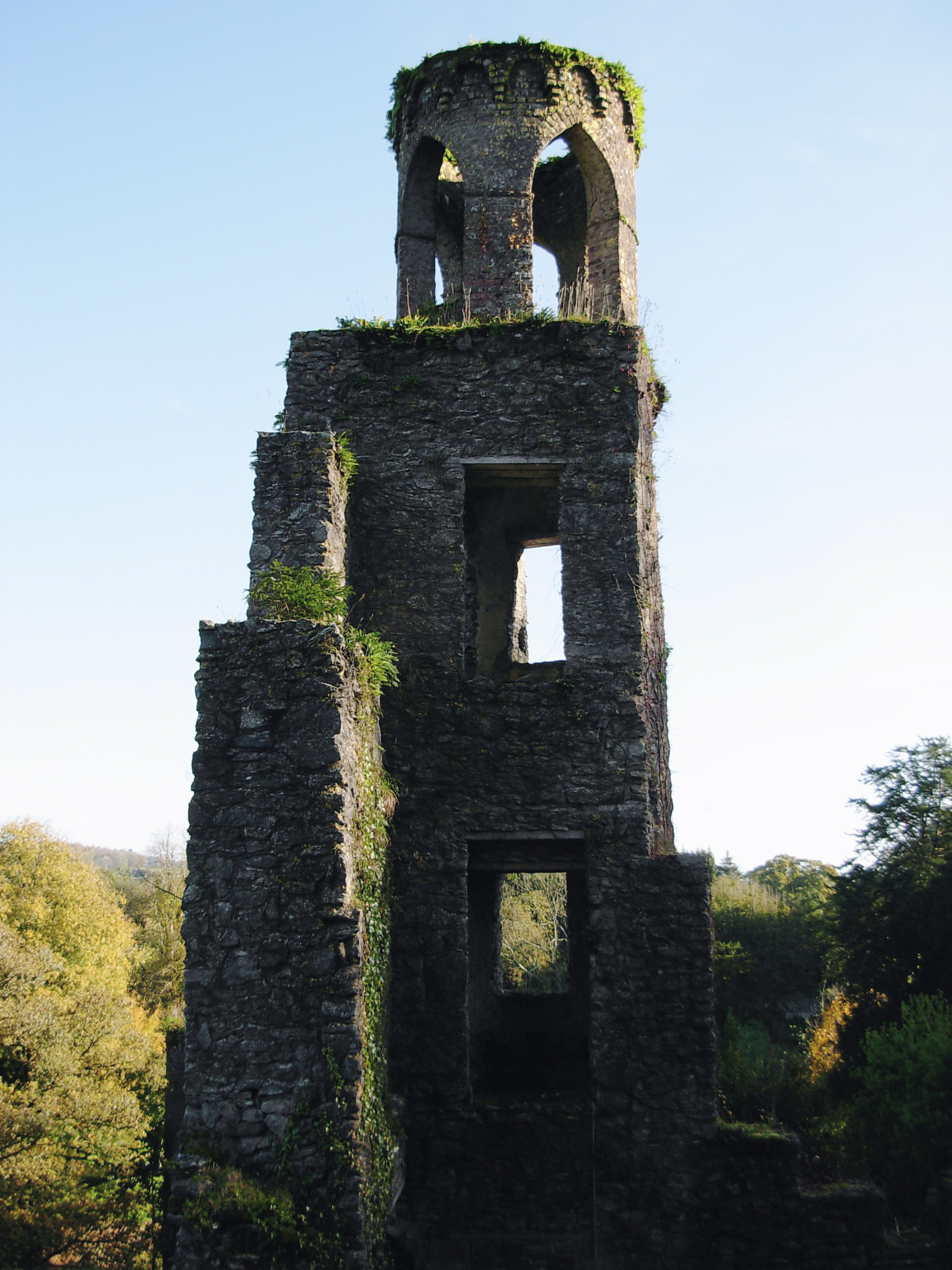
La torre
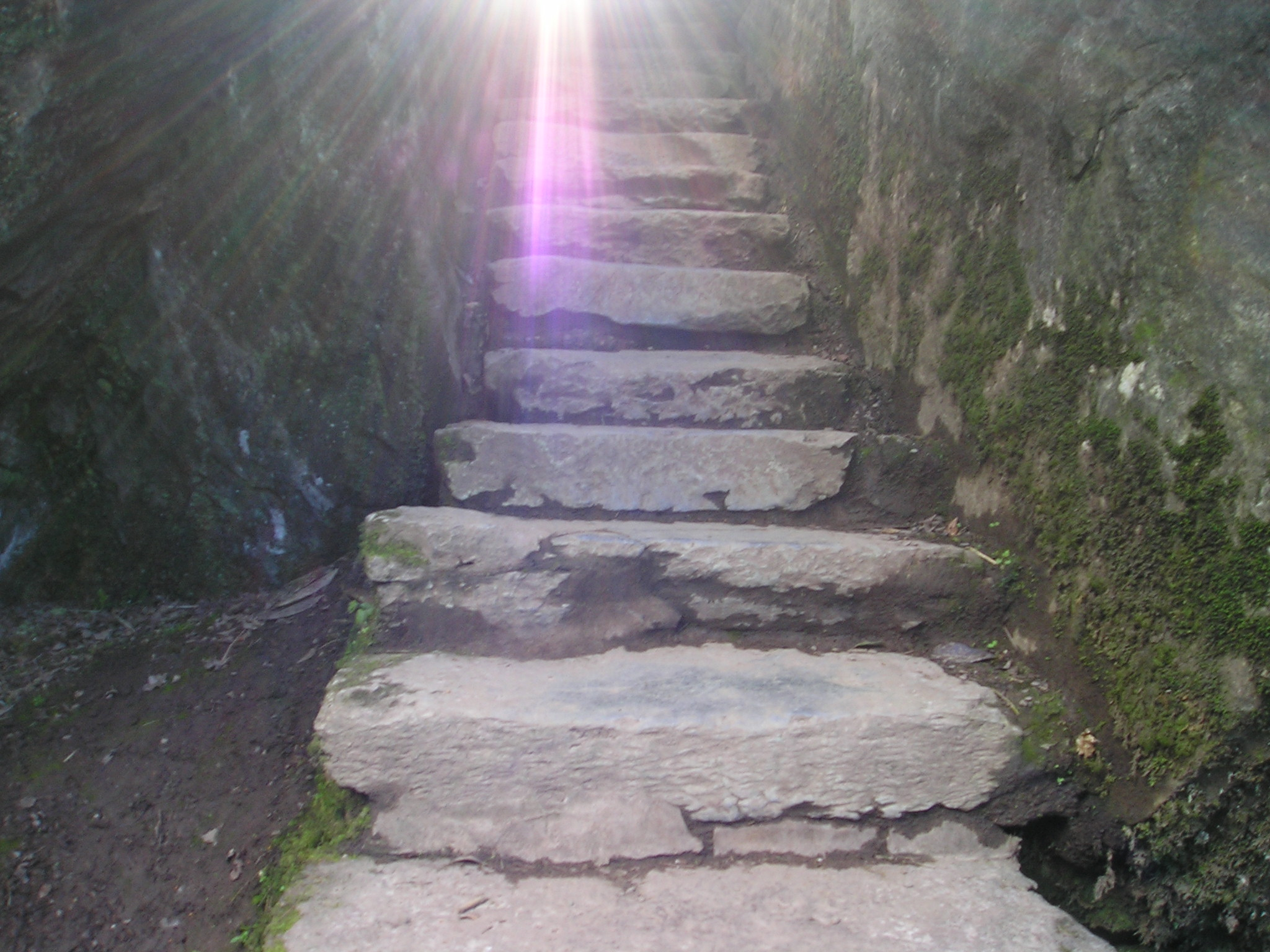
Gli scalini dei Desideri nei giardini
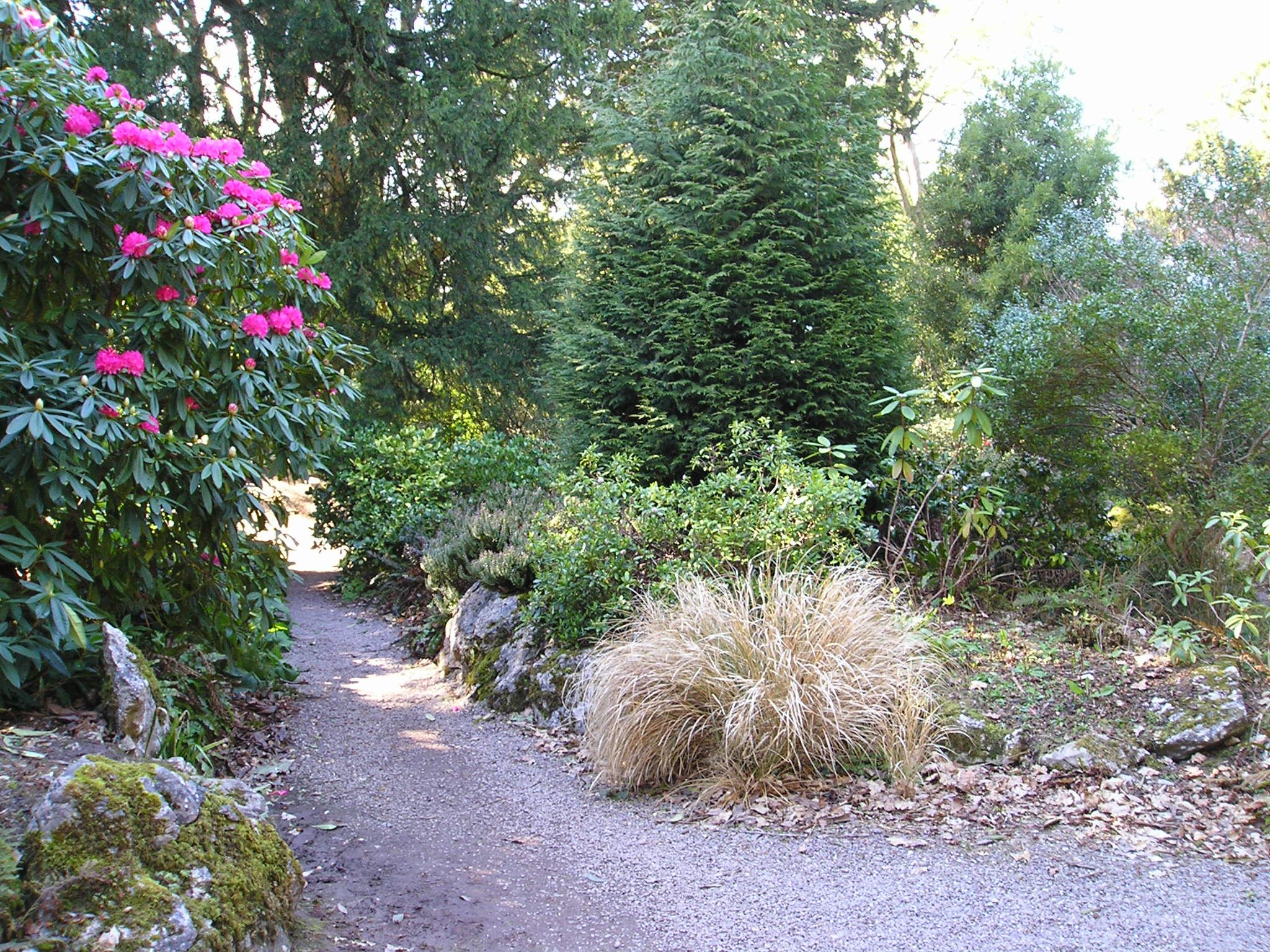
La "fairy glade"
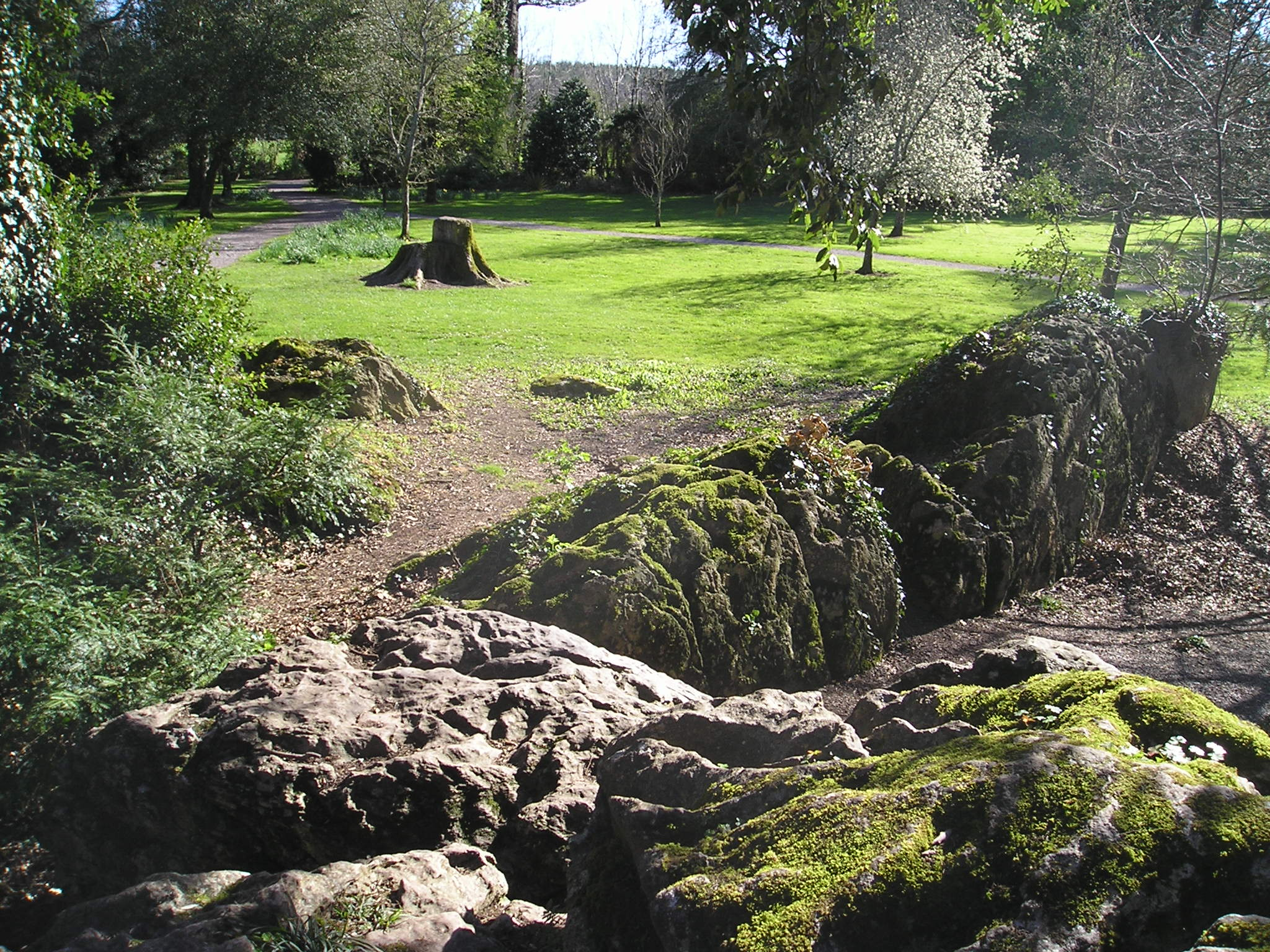
L'altare sacrificale
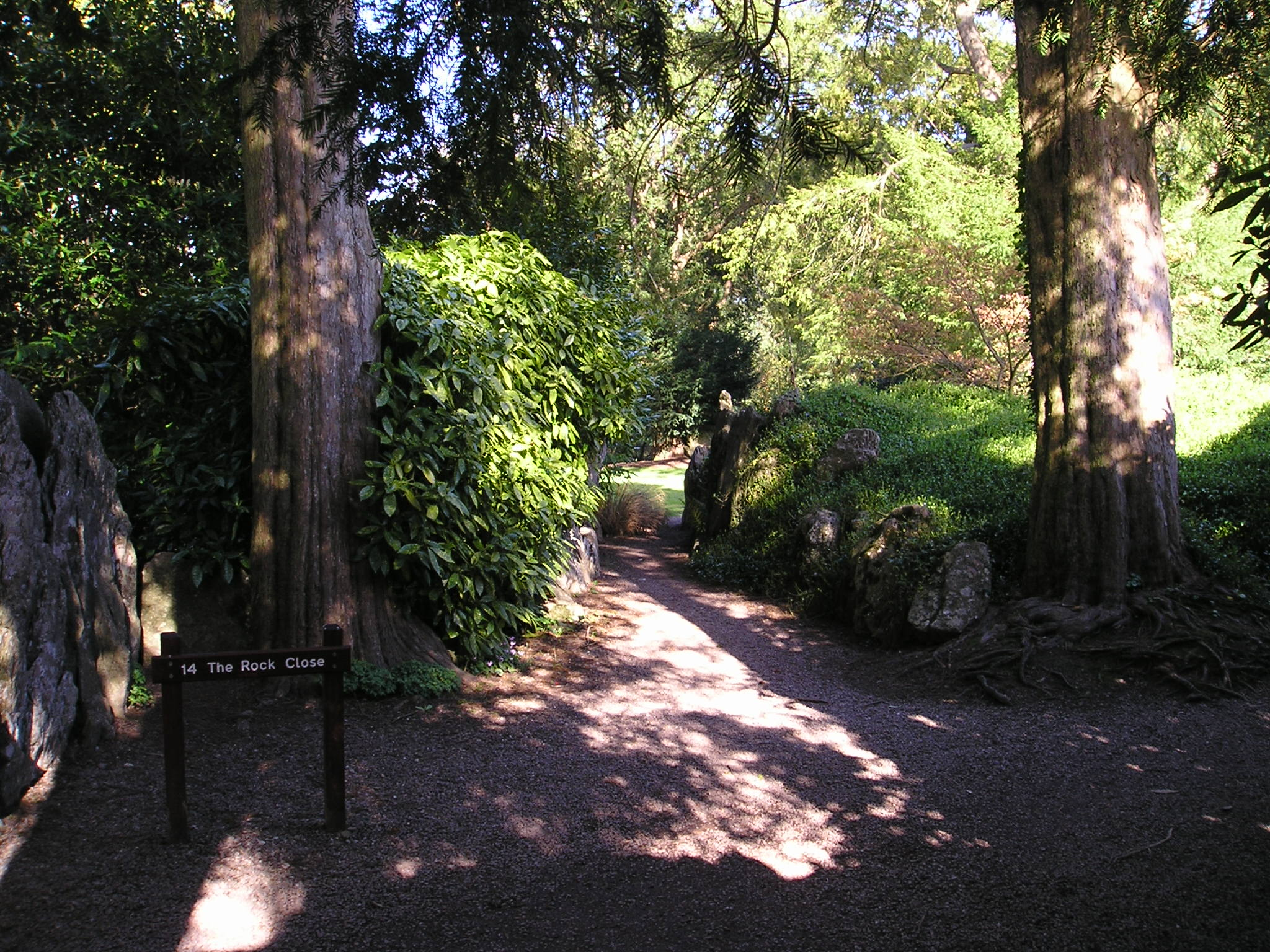
La Rock Close
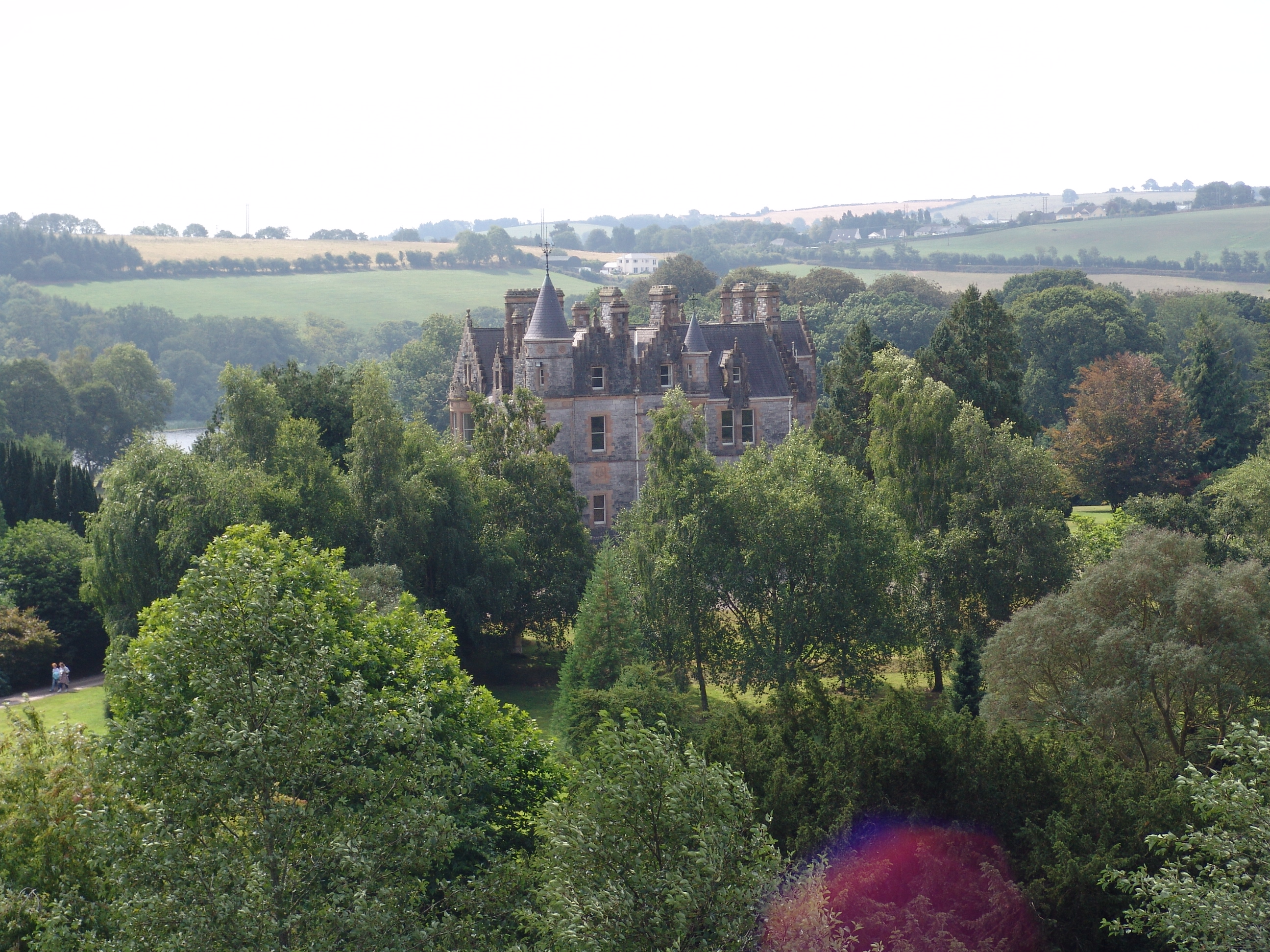
Parte dei giardini e la Blarney House